# Automatización de documentos
La automatización de documentos (también conocido como ensamblaje de documentos) es el diseño de sistemas y flujos de trabajo que ayudan en la creación de documentos electrónicos. Estos incluyen sistemas basados en la lógica que utilizan segmentos de texto o información ya existentes para generar un nuevo documento. La automatización de documentos puede ser utilizada para automatizar todo texto condicional, texto variable e información contenidos en un conjunto de documentos.
Los sistemas de automatización permiten a las empresas reducir al mínimo la entrada de datos, el tiempo dedicado a  la lectura y corrección, así como los errores humanos. Algunos beneficios adicionales pueden ser: ahorro de tiempo y financiero debido al menor manejo de papel, carga de documentos, almacenamiento, distribución, envío, faxes,  teléfono, trabajo y gasto.

## Ensamblaje del documento
Las funciones básicas son para reemplazar el llenado manual de documentos repetitivos con sistemas basados en plantillas, donde el usuario brinda información al software o en la pantalla de datos. La información recolectada llena el documento para crear un primer borrador. En la actualidad, los sistemas de automatización de documentos más avanzados permiten a los usuarios crear sus propios datos y reglas (lógica), sin necesidad de programarlo. 
Mientras que el software de automatización de documentos se utiliza principalmente en la industria legal, de servicios financieros y de gestión de riesgos, también puede ser utilizado en cualquier industria que cree documentos de transacciones. Un  buen ejemplo de cómo el software de automatización de documentos puede ser utilizado es con los documentos de hipoteca. Un documento típico de transacción hipotecaria puede incluir varios documentos, como pueden ser:
- Letra de cambio
- Indemnización ambiental
- Escritura de confianza
- Garantía

Algunos de estos documentos pueden contener desde 80 hasta 100 páginas, con cientos de párrafos opcionales y elementos de información. El software de automatización de datos tiene la capacidad de rellenar automáticamente las variables correctas del documento de acuerdo a los datos de la transacción. Además, algunos programas pueden crear un conjunto de documentos, donde todos los documentos relacionados son encapsulados en un solo archivo, haciendo los cambios y colaboraciones más fáciles y veloces.
Aplicaciones más simples, las cuales son más fáciles de aprender, también pueden ser utilizadas para automatizar la preparación de documentos, sin ninguna complejidad. Los asistentes portapapeles permiten al usuario guardar fragmentos de texto utilizados con frecuencia, organizarlos en grupos lógicos y acceder rápidamente a ellos, para pegarlos en documentos finales.

## En la administración de cadenas de suministro
La logística utiliza diversos documentos, como facturas, listas de empaque, hojas de contenido, notificaciones de arribo, reportes, documentos de importación/exportación y conocimientos de embarque. Estos actúan como contratos entre el remitente, el destinatario y los intermediarios, incluyendo compañías logísticas y gobiernos.
El manejo documental en logística, y centros de distribución suele ser manual o semiautomático, empleando escáneres de códigos de barras, software e impresoras láser. Existen sistemas automatizados que comparan documentos con órdenes o los integran en los envíos.
Algunos sistemas automatizados comparan documentos impresos con órdenes o los integran en los envíos. Con el auge del comercio electrónico, la privacidad y el robo de identidad son preocupaciones clave, haciendo esencial la correcta asociación de documentos con órdenes. La investigación busca ampliar la estandarización y automatización en la industria del transporte.

## En servicios legales
El rol de la tecnología de automatización en la producción de documentos legales ha sido ampliamente reconocido. Por ejemplo, Richard Susskind, en su libro “El fin de los abogados”, da una mirada al cómo el uso de los programas de automatización de documentos permite a los clientes generar contratos de empleo y testamentos, con una entrevista en línea o el uso de árboles de decisión. Susskind, califica el ensamblaje de documentos como una de las diez “tecnologías disruptivas” que están alterando la cara de la profesión legal. En las grandes firmas de abogados, el uso de sistemas  de ensamblaje de documentos ha ido incrementando, con el fin de sistematizar el trabajo, tales como hojas de términos complejos y borradores de contratos de crédito.
Con la liberación del mercado de servicios jurídicos en Reino Unido, basados en el acta de servicios legales de 2007m grandes instituciones han ampliado sus servicios para incluir asistencia legal a sus clientes. La mayoría de estas compañías utiliza algún elemento de la tecnología de automatización de documentos para brindar servicios de documentos legales a través de Internet. Esto se ha visto como el anuncio de una tendencia a la comercialización de tecnologías como la automatización de documentos, que resultan en un alto volumen, servicios jurídicos de bajo margen “empaquetados” y provistos a un público masivo en el mercado.

## En seguros
Las pólizas de seguros, certificados, dependiendo del tipo y documentos de póliza pueden ser de cientos de páginas de largo e incluyen información específica  sobre el asegurado. Generalmente, en el pasado, estos paquetes de documentos de seguros fueron creados a) el rellenado manual de formularios, b) añadiendo formatos pre-impresos, c) editando plantillas y d) gráficos personalizados con la información requerida, entonces, manualmente se clasificaban e insertaban todos los documentos en un solo paquete, para después enviarlos por correo a los asegurados. Algunos de los documentos incluidos en estos paquetes  podían ser:
- Carta de bienvenida
- Contrato
- Certificado
- Documentos de política específica del Estado
- Lista de artículos asegurados y cantidades de seguros
- Enmiendas
- Tarjetas de identificación
- Información de la empresa
- Material de marketing (otros productos)

Requiere una gran cantidad de trabajo el poner todo en un solo paquete. En la mayoría de los sistemas de administración de pólizas, el sistema generará un tipo de póliza como punto de inicio, pero puede ser que necesite modificaciones y mejoras de acuerdo a los materiales requeridos.